# Марстон, Уильям
Уильям Моултон Марстон (англ. William Moulton Marston; 9 мая 1893 — 2 мая 1947) — американский психолог, теоретик феминизма, изобретатель и автор комиксов, известнейший из которых про «Чудо-женщину», которые были внесены в Зал славы Премии Айснэра[en] в 2006 году. Прообразом Чудо-Женщины послужили его жена Элизабет Марстон и полиаморная партнёрша супругов Оливия Бирн.

## Биография

### Карьера в молодости
Уильям Моултон Марстон родился 9 мая 1893 года в США. В 1915 году окончил бакалавриат, в 1918 году магистратуру Гарвардского университета. В 1921 году Уильям Марстон защитил докторскую диссертацию и стал доктором психологических наук. После стажировки в Американском университете и Университете Тафтса он на протяжении года работал в административной должности на киностудии Universal Studios.

### Психолог и изобретатель
После окончания Университета Уильям Марстон поступает в аспирантуру Гарварда, где решает посвятить себя изучению поведения людей и его связи с физиологическими процессами в организме. В рамках изучения поведения людей он разрабатывает тест на определение лжи по показаниям систолического давления крови (это составило тему докторской диссертации). Уильям Марстон разрабатывает тест и прибор для проведения исследований, который потом назовут полиграфом.
Марстон выбирает тему диссертации, связанную с созданием психологического теста на определение лживости высказываний и связи эмоций человека с физиологическими процессами происходящими внутри организма. Ему для этого требуются исследования.
Для создания теста и аппаратуры Марстон берёт кредит. Он организовывает лабораторию, где вместе с ним работает и его жена (имеется семейная фотография в лаборатории за 1920 год). На деньги взятые в кредит Марстон создаёт полиграф («детектор лжи»). Его полиграф сначала более напоминал кардиограф, так как регистрировал давление крови. Впоследствии полиграф стал прообразом «лассо правды» в его комиксах «Чудо-женщина» и создания теории феминизма.
Исследования, проведённые Марстоном в лаборатории (во время написания докторской диссертации), а также его любвеобильность позволили ему создать теорию феминизма. В одной из своих работ Марстон убеждал, что женщины честнее и надёжнее мужчин и могут работать точнее и быстрее. Позднее он также установил, что есть понятие мужской свободы, которая является анархической и сильной, и выступает против женского понятия свободы, основанного на любовном очаровании.
Теория феминизма привела к созданию образа Чудо-Женщины, над которым Марстон трудился последние годы своей жизни.
В 1928 году Марстон издал книгу «Эмоции обыкновенного человека» (Emotions of Normal People), в которой развивалась теория DISC. Эта книга была плодом его многолетних исследований посвящённых эмоциям. Ведь ложь и эмоции связаны друг с другом. В этой книге профессор Марстон рассматривал 4-е линии поведения людей: пассивность или активность их реагирования в зависимости от приветливости или враждебности отношения к ним окружающих или окружающей среды. Он разделил людей на четыре психологических типа, представив это в виде модели, круга разделённого двумя прямыми, расположенными под прямым углом. Получились четыре сектора. Каждый сектор имел свою характеристику.
- Сектор Господства(D) — характеризовал поведение людей, отнесённых к нему, активностью во враждебной окружающей среде;
- Сектор Побуждения(I) — характеризовал поведение людей, отнесённых к нему, активностью в благоприятной окружающей среде;
- Сектор Устойчивости(S) — характеризовал поведение людей, отнесённых к нему, пассивностью в благоприятной окружающей среде;
- Сектор Уступчивости(C) — характеризовал поведение людей, отнесённых к нему, пассивностью во враждебной среде.

### Карьера и семья
Элизабет и Уильям поженились в 1915 году. Элизабет в 35 лет, после рождения двух детей, вернулась на работу. За свою долгую и плодотворную карьеру она проиндексировала документы первых четырнадцати конгрессов США, прочитала лекции по праву, этике и психологии в нескольких американских университетах и работала редактором «Энциклопедии Британника» и «Макколлс». Она написала учебник «Интегративная психология» вместе со своим мужем и К. Дейли Кингом. В 1933 году она стала помощником генерального директора в Вашингтонском офисе компании по страхованию жизни.
Где-то в конце 1920-х годов в дом Марстонов вошла Оливия Бирн, молодая женщина, с которой Уильям познакомился во время обучения в Университете Тафтса. Уильям был влюблен в Оливию. Его супруга Элизабет тоже была влюблена в неё. Супруги прожили в полигамных отношениях всю жизнь. У Уильяма Марстона было четверо детей: мальчик и девочка от Элизабет Марстон и два мальчика от Оливии Бирн. Марстоны законно усыновили мальчиков Оливии, а Оливия оставалась частью семьи даже после смерти Уильяма.
После написания своей книги про DISC, Марстон не остановился на достигнутом. В 1931 году появляется новая книга «Интегральная психология» в которой он применяет оценку по DISC. До 25 сентября 1940 года его жизнь шла размеренно и обыденно. В этот день он дал интервью на тему комиксов. После выхода статьи с его интервью про комиксы его пригласил к себе Макс Гайнесс. После чего Марстон посвятил оставшуюся жизнь придумыванию комиксов.
Элизабет Марстон и Оливия Бирн, которая находилась с Марстонами в полигамных отношениях и проживала с ними, стали прообразами и значительно повлияли на создание комикса «Чудо Женщина». Влюбленные прожили втроём вплоть до смерти Уильяма Марстона от рака кожи в Нью-Йорке 2 мая 1947 года. После этого Элизабет и Оливия прожили вместе ещё 38 лет до смерти Оливии в 1985 году.
Уильям Марстон оставил после себя четверых детей: от основной супруги Элизабет — Пита и Оливию Энн, от полиаморной супруги Оливии — Уильяма Бирна и Дэнни. Марстоны усыновили детей Оливии, когда жили полиаморным браком. Элизабет Марстон скончалась 27 марта 1993, когда ей уже исполнилось 100 лет.

## Комиксы: «Чудо-Женщина»

### История создания
Всё началось с банального интервью, которое проводила выпускница университета Оливия Бирн. Интервью было опубликовано в газете под названием «Не смейтесь над комиксами». Эта статья привлекла внимание издателя комиксов Макса Гайнеса. Макс Гайнес нанял Марстона консультантом.
Краткий экскурс в историю. В начале сороковых годов двадцатого века в комиксах господствовали герои с мужскими характерами, типа Супермена и Бэтмена.
Требовалось обновить комиксы и в частности создать нового героя. Жена Марстона, Элизабет, предложила создать супергероя женского пола. Уильям Марстон с ней согласился и решил стать автором комиксов. Так появилась идея создания «Чудо-женщины» («Wonder Woman»). Марстон предложил эту идею издателю комиксов Максу Гайнесу и тот согласился. Прообразами героини стали жена и любовница Марстона.
При написании комиксов Марстон использовал псевдоним Чарльз Моултон.
Вначале он главного героя назвал «Суперменша» («Suprema»), но редактор заменил его на «Чудо Женщина». Марстон наделил свою главную героиню такими качествами как нежность, покорность, миролюбие с одной стороны и суперсилой, очарованием и красотой с другой. В комиксах «Чудо Женщина» главная героиня предстаёт в виде американской полицейской, борющейся с преступниками, использующей свои чары, чтобы вынудить злодеев говорить правду. До смерти Марстона истории «Чудо-женщины» писались самим Марстоном, а рисовались Гарри Питером.
Эти комиксы в США выходят до сих пор.

### Книги
- Emotions of Normal People, Taylor&Francis Ltd, 1999, ISBN 0-415-21076-3
- Integrative Psychology: A Sudy of Unit Response, 1999, Taylor&Francis Ltd (в google.com id=0415210771).
- Systolic blood pressure symptoms of deception. // Journal of Experimental Psychology, vol.2(2),1917.

## В массовой культуре
Жизнь Уильяма Марстона показана в биографической драме «Профессор Марстон и Чудо-женщины», в которой также изображены Элизабет Холлоуэй Марстон, Олив Бирн, а также процесс создания «Чудо-женщины».
Марстон сыгран в фильме валлийским актёром Люком Эвансом.